# Apanteles wilkinsoni
Apanteles wilkinsoni är en stekelart som beskrevs av Josef Fahringer 1936. Apanteles wilkinsoni ingår i släktet Apanteles och familjen bracksteklar. Inga underarter finns listade i Catalogue of Life.